# Derivation (Mathematik)
In verschiedenen Teilgebieten der Mathematik, insbesondere im Bereich der abstrakten Algebra, bezeichnet man Abbildungen als Derivationen, wenn sie eine bestimmte Funktionalgleichung erfüllen. Diese Gleichung wird als Leibniz-Regel bezeichnet und erinnert an die Produktregel aus der Differentialrechnung. Tatsächlich ist der Begriff der Derivation eine Abstraktion der Ableitung in den Kontext der Algebra. Eine Algebra über einem kommutativen Ring zusammen mit einer Derivation wird auch Differentialalgebra genannt.

## Definition
Es sei {\displaystyle R} ein kommutativer Ring mit Eins (beispielsweise ein Körper wie {\displaystyle \mathbb {R} } oder {\displaystyle \mathbb {C} }) und {\displaystyle A} eine {\displaystyle R}-Algebra. 
Eine {\displaystyle R}-Derivation oder kurz Derivation von {\displaystyle A} ist eine {\displaystyle R}-lineare Abbildung {\displaystyle D\colon A\to A}, die die Leibnizregel erfüllt, das heißt
{\displaystyle D(a_{1}a_{2})=D(a_{1})a_{2}+a_{1}D(a_{2})\quad }
für alle {\displaystyle a_{1},a_{2}\in A.}
Die Eigenschaft {\displaystyle R}-linear besagt, dass für alle {\displaystyle a_{1},a_{2}\in A} und {\displaystyle r\in R} die Gleichungen
{\displaystyle D(a_{1}+a_{2})=D(a_{1})+D(a_{2})}
und
{\displaystyle D(ra_{1})=rD(a_{1})}
gelten. Eine Algebra zusammen mit einer Derivation wird Differentialalgebra genannt. Die Definition schließt Ringe {\displaystyle A} ein, indem man sie als {\displaystyle \mathbb {Z} }-Algebren auffasst.
Bildet {\displaystyle D\colon A\to M} von einer Algebra {\displaystyle A} in einen Modul oder Bimodul {\displaystyle M} ab, so wird der Derivation analog definiert: für {\displaystyle a_{1},a_{2}\in A} muss dann die Leibniz-Regel
{\displaystyle D(a_{1}a_{2})=a_{1}D(a_{2})+a_{2}D(a_{1})}
erfüllt sein.

## Eigenschaften
Im Folgenden sei weiterhin {\displaystyle D\colon A\to A} eine Derivation.
- Ist {\displaystyle A} eine Algebra mit Einselement {\displaystyle 1_{A}}, so gilt {\displaystyle D(1_{A})=0}. Damit gilt auch {\displaystyle D(r)=0} für alle {\displaystyle r\in R}.
- Der Kern einer Derivation ist eine Unteralgebra.
- Die Menge der Derivationen von {\displaystyle A} mit Werten in {\displaystyle A} bildet mit dem Kommutator eine Lie-Algebra: Sind {\displaystyle D_{1}} und {\displaystyle D_{2}} Derivationen, so auch

{\displaystyle [D_{1},D_{2}]=D_{1}\circ D_{2}-D_{2}\circ D_{1}.}
- Die Verkettung einer Derivation mit sich selbst ist keine Derivation. Die Abbildung

{\displaystyle D^{n}:=\underbrace {D\circ \ldots \circ D} _{n-\mathrm {mal} }}
ist also keine Derivation, es gilt aber die Leibniz-Regel höherer Ordnung
{\displaystyle D^{n}(ab)=\sum _{k=0}^{n}{\binom {n}{k}}\cdot D^{n-k}(a)\cdot D^{k}(b)}
für diese Abbildung mit {\displaystyle a,b\in A}.
- Für ein Element {\displaystyle b\in A} ist {\displaystyle D_{b}\colon A\to A}, {\displaystyle D_{b}(a)=ba-ab}, eine Derivation. Derivationen dieses Typs heißen innere Derivationen. Die Hochschild-Kohomologie {\displaystyle H^{1}(A,A)} ist der Quotient des Moduls der Derivationen nach dem Untermodul der inneren Derivationen.
- In einer kommutativen Algebra {\displaystyle A} gilt {\displaystyle D(a^{n})=na^{n-1}D(a)} für alle {\displaystyle a\in A} und alle nichtnegativen ganzen Zahlen {\displaystyle n}.

## Beispiele
- Die Ableitung reeller Funktionen {\displaystyle f\colon D\subseteq \mathbb {R} \to \mathbb {R} } ist eine Derivation. Dies besagt die Produktregel. Aus der Definition der Derivation und aus dem Abschnitt über die Eigenschaften von Derivationen sieht man, dass sich auch die Faktorregel, die Summenregel, die Potenzregel und die Produktregel für höhere Ableitungen einer Funktion auf Derivationen übertragen.
- Sei {\displaystyle A=R[X]} die Algebra der formalen Potenzreihen. Dann ist die formale Ableitung

{\displaystyle \sum a_{i}X^{i}\mapsto \sum ia_{i}X^{i-1}}
eine {\displaystyle R}-lineare Derivation von {\displaystyle A} mit Werten in {\displaystyle A}.
- Sei {\displaystyle X} eine Mannigfaltigkeit. Dann ist die Cartan-Ableitung eine {\displaystyle \mathbb {R} }-lineare Derivation von {\displaystyle C^{\infty }(X)} mit Werten im Raum {\displaystyle A^{1}(X)} der 1-Formen auf {\displaystyle X}.
- Eine der Umformulierungen der Jacobi-Identität für Lie-Algebren besagt, dass die adjungierte Darstellung durch Derivationen operiert:

{\displaystyle [X,[A,B]]=[[X,A],B]+[A,[X,B]].}

## Derivationen und Kähler-Differentiale
Per definitionem werden {\displaystyle R}-lineare Derivationen einer kommutativen Algebra {\displaystyle A} durch den Modul {\displaystyle \Omega _{A/R}} der Kähler-Differentiale klassifiziert, d. h., es gibt eine natürliche Bijektion zwischen den {\displaystyle R}-linearen Derivationen von {\displaystyle A} mit Werten in einem {\displaystyle A}-Modul {\displaystyle M} und den {\displaystyle A}-linearen Abbildungen {\displaystyle \Omega _{A/R}\to M}. Jede Derivation {\displaystyle D\colon A\to M} entsteht als Verkettung der universellen Derivation {\displaystyle \mathrm {d} \colon A\to \Omega _{A/R}} mit einer {\displaystyle A}-linearen Abbildung {\displaystyle \Omega _{A/R}\to M}.

## Antiderivationen

### Definition
Ist {\displaystyle A} eine {\displaystyle \mathbb {Z} }- oder {\displaystyle \mathbb {Z} /2\mathbb {Z} }-graduierte {\displaystyle R}-Algebra, so heißt eine {\displaystyle R}-lineare graduierte Abbildung {\displaystyle D\colon A\to A} eine Antiderivation, wenn
{\displaystyle D(a_{1}a_{2})=D(a_{1})a_{2}+(-1)^{|a_{1}|}\cdot a_{1}D(a_{2})}
für alle homogenen Elemente {\displaystyle a_{1},a_{2}\in A} gilt; dabei bezeichnet {\displaystyle |a_{1}|} den Grad von {\displaystyle a_{1}}.

### Beispiele
- Die äußere Ableitung von Differentialformen ist eine Antiderivation:

{\displaystyle \mathrm {d} (\omega \wedge \eta )=\mathrm {d} \omega \wedge \eta +(-1)^{|\omega |}\cdot \omega \wedge \mathrm {d} \eta .}